# Guerra dell'Acre
La Guerra dell'Acre, conosciuta in Brasile come rivoluzione acreana (Revolução acreana in portoghese o Guerra del Acre in spagnolo), è stata un conflitto tra Bolivia e Brasile per il possesso della regione dell'Acre, ricca di giacimenti aurei e soprattutto di caucciù, risorsa allora preziosissima. Scoppiata dopo la proclamazione di indipendenza dalla Bolivia da parte della Repubblica di Acre, sostenuta dal Brasile, la guerra è stata combattuta in due distinte fasi tra il 1899 e il 1903, anno in cui il trattato di Petrópolis ha sancito l'annessione della regione al Brasile.
Questa regione è stata proclamata come uno stato indipendente tre volte, ma riconosciuta solo dallo stato brasiliano

## Cause
La regione dell'Acre possedeva ricchi giacimenti d'oro e abbondante legname, in particolare alberi di caucciù. Dalla fine del XIX secolo fino alla metà del XX, tali alberi avevano un ruolo fondamentale nell'industria automobilistica e dei trasporti, non essendo ancora stata inventata la gomma sintetica. Fu anche il desiderio di impadronirsi di questa risorsa a scatenare il conflitto, che non a caso a volte è ricordato come "guerra del caucciù".

## Antefatti

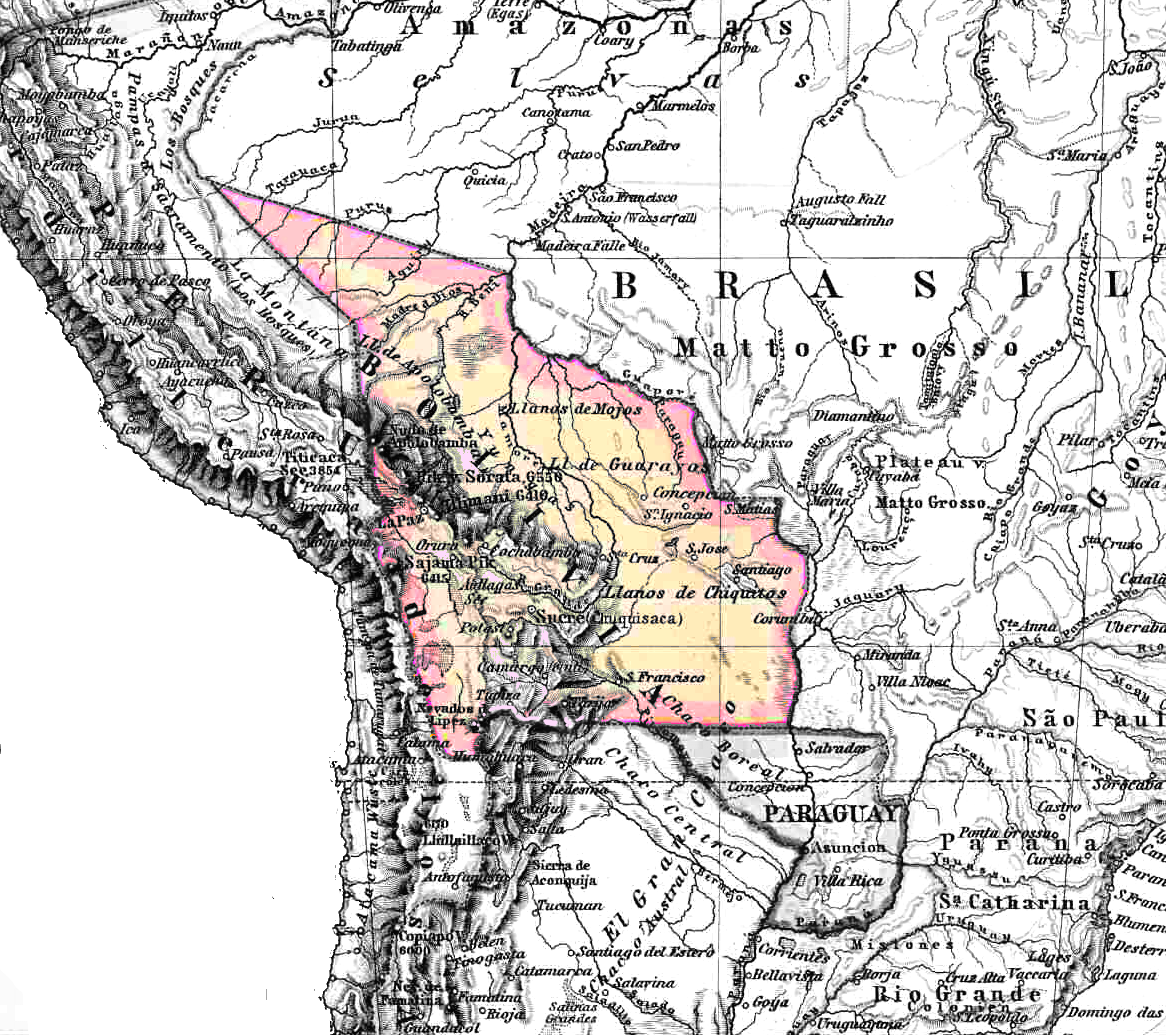
Territorio della Bolivia nel 1899, prima dello scoppio del conflitto.

Il confine tra Brasile e Bolivia era stato fissato dal trattato di Ayacucho del 1867. Secondo i termini del trattato, in cambio dell'annessione all'Amazonas di un territorio 102 400 chilometri quadrati, la provincia dell'Acre, grande approssimativamente cinque volte il Belgio, era stata assegnata alla Bolivia. Sita nel cuore della regione amazzonica, il territorio di Acre era considerata di scarso interesse per via della sua inaccessibilità e apparente povertà di risorse. La sua popolazione era molto ridotta e consisteva, prevalentemente, in piccole comunità indigine Aruachi, ai margini dei fimui Purus e Juruá, e in alcuni insediamento di coloni brasiliani o boliviani.
La condizione della regione ebbe una rapida evoluzione verso la fine del XIX secolo, quando si verificò un vero e proprio boom della produzione mondiale di gomma. Dato che la regione di Acre offriva vaste riserve di albero della gomma, 18 000 nuovi coloni si trasferirono nell'area, attratti dalla prospettiva di arricchirsi facilmente con l'estrazione del caucciù. A causa della nuova condizione produttiva per l'area, fu risvegliato un interesse economico per l'Acre, che iniziò a diventare una territorio appetibile per il vicino Brasile.

## La Repubblica dell'Acre

### La prima Repubblica dell'Acre
Il 2 gennaio 1899 la Bolivia installò una dogana a Porto Alonso (attuale Porto Acre), cosa che irritò i coloni brasiliani, che non volevano l'interferenza del governo boliviano. Scoppiò quindi una prima rivolta contro i boliviani, che dovettero evacuare l'area. Per prevenire un ritorno dei boliviani, il governatore di Amazonas, José Cardoso Ramalho Junior, inviò un corpo di spedizione nell'Acre, capeggiato da Luis Gálvez Rodríguez de Arias, già console boliviano a Manaus. Questi, giunto a Porto Alonso (subito rinominata Porto Acre), proclamò la Repubblica di Acre il 14 luglio 1899, con a capo egli stesso e con il supporto del governo amazonense che aveva il desiderio di annettere la regione. Il governo brasiliano però non riconobbe la neonata repubblica, ed inviò il proprio esercito a reprimere la rivolta in 15 marzio de 1900 con l'arresto di Galvez e la dissoluzione dello stato. Il territorio venne quindi reso alla Bolivia, in ottemperanza al trattato di Ayacucho.

### La seconda Repubblica dell'Acre
Nel novembre dell 1900 vi fu un nuovo tentativo, noto come "spedizione dei poeti", di fondare una Repubblica di Acre con Rodrigo de Carvalho in qualità di presidente. Il movimento fu nuovamente represso e l'Acre rimase parte della Bolivia fino al 1903.

### La terza Repubblica dell'Acre
Dopo il fallimento del secondo tentativo dell'Acre di separarsi dalla Bolivia, José Plácido de Castro, un veterano originario del Rio Grande do Sul che aveva combattuto nella Rivoluzione Federalista del 1893, fu avvicinato dai leader della rivoluzione acreana e gli fu offerta l'opportunità di guidare il movimento indipendentista contro i boliviani. Questi impose una stretta disciplina militare e riorganizzò l'esercito rivoluzionario che raggiunse le 30 000 unità.
L'esercito acreano risultò vittorioso in diverse battaglie e, il 27 gennaio del 1903, José Plácido de Castro proclamò la Terza Repubblica Acreana. 
Il Presidente del Brasile Rodrigues Alves ordinò alle truppe brasiliane di invadere l'Acre settentrionale al fine di sostituire Plácido quale presidente della neonata repubblica.

## Il trattato di Petrópolis
Attraverso l'abile opera diplomatica di José Paranhos, barone di Rio Branco, si giunse ad un accordo.
Il trattato di Petrópolis, firmato l'11 novembre del 1903, assegnò definitivamente l'Acre al Brasile. La Bolivia in cambio ricevette alcune terre nel Mato Grosso, il pagamento di due milioni di sterline ed un contributo nella costruzione della ferrovia Madeira-Mamoré che avrebbe permesso alla Bolivia di uscire dall'isolamento.
Il 25 febbraio 1904 la regione divenne ufficialmente un territorio federale del Brasile.